# Derecho de Islandia

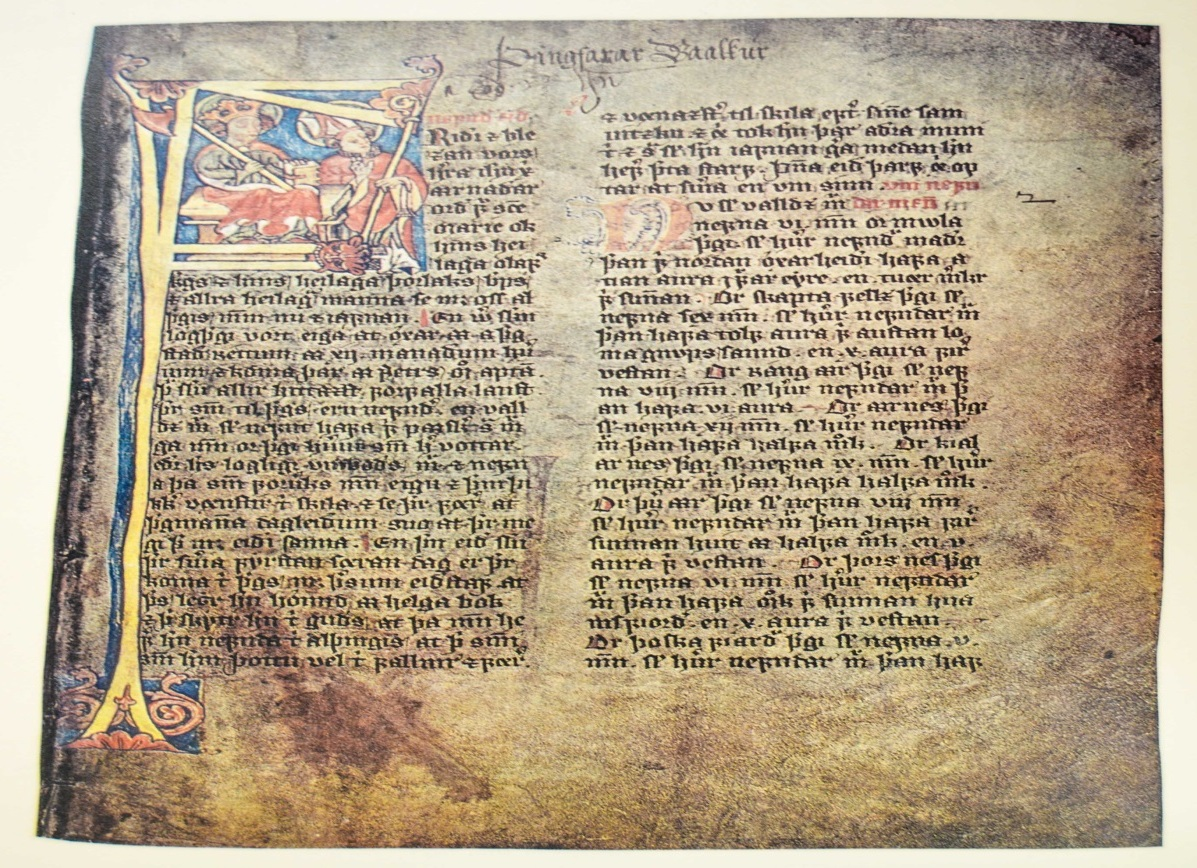
Jónsbók MS AM 351 Fol.

El derecho de Islandia es una de las ramas del derecho nórdico que a su vez constituye una parte importante del derecho germánico.
La ley fue decidida por el Alþingi (Parlamento Islandés), durante el periodo de la Mancomunidad Islandesa entre 930 y 1262. Posteriormente, en 1281, durante la unión de Islandia y Noruega las leyes existentes fueron compiladas en el Jónsbók por Jón Einarsson. 

## Origen
El derecho islandés fue un complejo pero efectivo método de intervención legal para paliar los daños relacionados con conflictos y venganzas que precisaban de arbitraje para llegar a acuerdos satisfactorios para las partes en litigio. Su origen se remonta a la Era vikinga, cuando Úlfljótr el lögsögumaður fue enviado por los goðar islandeses a Noruega para educarse durante tres años (927 – 930) y regresar con suficientes conocimientos como para establecer un marco legal en la isla. La primera ley islandesa se la conoce como «Ley de Úlfljót».
Los vikingos solucionaban sus conflictos «a la manera de los guerreros». Una violencia debidamente encauzada, con o sin muertes, y la necesidad de arbitrajes, no era una forma de solucionar los conflictos, era «la forma» a falta de instituciones públicas, establecida para equilibrar el sistema político de la isla. Las sagas nórdicas ofrecen una perspectiva muy complicada de los asuntos legales, destacando la saga de Njál y Þorgils saga ok Hafliða donde abunda la violencia y cadenas de compensaciones (wergeld). El hefnd era el calificativo para una venganza de sangre, que se encontraba tipificada legalmente basada en el principio jurídico de la ley de Talión, un hombre tenía el derecho de devolver el mismo agravio al agresor o a un miembro de su familia. No obstante la sociedad islandesa de aquel tiempo no era propensa a batallas a gran escala, la virulencia de sus actos era bastante comedida y esporádica; normalmente las rencillas se limitaban a título individual o implicaba a clanes familiares. La falta de una estructura de Estado y una élite dirigente que controlase a las clases subordinadas, favoreció este tipo de conflictos y mediaciones; era una forma de canalizar la violencia como un proceso social de estabilidad.

## Estructura y características

### Condiciones
El Althing era el órgano soberano donde tratar los asuntos jurídicos, estaba compuesto por 36 goði cuando se formó gobierno hacia 930, aumentando a 39 hacia 965, y el Lögrétta su órgano legislativo con 142 miembros (144 cuando se incorporaron los dos obispos católicos, Hólar al norte y Skálholt al sur, tras la conversión). Los participantes en el Althing estaban sujetos al vápnatak, un término legal que obligaba a dejar las armas fuera de la zona donde se celebraba las sesiones y que se remonta a los primeros tiempos de la colonización. A principios del siglo X se solía celebrar hacia el noveno jueves del verano, a mediados de junio.
La participación era obligatoria a excepción que hubiese un impedimento legal. Cualquier goði que no asistiera o llegara tarde, después del atardecer del jueves, debía renunciar a su goðorð. Al margen del goði, la participación era libre pero únicamente los representantes de un goðorð recibían alojamiento, comida y transporte gratuitos desde y hacia el Althing.

### Juristas, abogados y mediadores
El concepto de abogado como se entiende en la actualidad no existía, el rol voluntario de lögmaður dependía de la capacidad de negociación, vínculos familiares, influencia y disposición de los apoyos necesarios para llevar una acción de forma agresiva o defensiva. A veces el intrincado sistema judicial no funcionaba todo lo bien que se esperaba, pese a los intentos de encontrar un compromiso. Las sagas citan ocasiones donde viables compensaciones se convierten en situaciones de riesgo y desembocaron en más violencia. Ese fue el caso de Eyjólf Bolverksson, posiblemente una de las tres personas más versadas en la ley islandesa, que uso artimañas, tecnicismos y vacíos legales, para favorecer a Flosi Þórðarson a cambio de un soborno durante el althing de 1012 y que casi desembocó en una guerra civil. Otro caso fue la enemistad entre dos poderosos caudillos, Þorgils Oddson y Hafliði Másson, y el enfrentamiento que tuvo lugar en el althing de 1121 entre los ejércitos de Þorgils con 940 hombres y Hafliði con 1440 hombres. Se consideró un asunto especialmente explosivo cuando una de las partes se negaba a aceptar ninguna compensación, una situación que también rozó la guerra civil por las vinculaciones con otros clanes aliados para con uno u otro bando.
Cuando se cometía un delito con resultado de muerte, el autor lo comunicaba públicamente en el primer núcleo habitado que encontrase, era la forma adecuada de someter a «legalidad» un acto de violencia. Los caudillos entonces podían ganar prestigio actuando como hófsmenn («hombres moderados») o góðviljamenn («hombres de buena voluntad»), que actuaban como mediadores o participaban en el arbitraje (görð o arbitraje simple; jafnaðardómr en casos con varias partes implicadas). Otros personajes, relacionados normalmente con la iglesia, actuaban como lögmaður (abogados) y los terratenientes y bóndi (hombres libres, habitualmente colonos y granjeros) adquirían también prestigio como kviðir (jurado). Los kviðir se reunían en un grupo entre cinco y nueve vecinos que deliberaban sobre un asunto presentado al tribunal.
Normalmente se llegaba a una compensación económica (sátt) y podía haber una condena de destierro y confiscación de bienes. En el caso de destierro, si el condenado permanecía en la isla, se arriesgaba que cualquier otro pudiera matarle sin temor a represalias legales. Si había muertos por ambas partes dependía mucho si eran hombres libres o thralls (esclavos), una vida no tenía el mismo valor que la otra. Si los muertos empataban en número y pertenecían a los clanes implicados, unos compensaban a los otros, una solución salomónica que las sagas muestran como poco popular.

#### Términos jurídicos
Según Gragás:
Goða-kviðr
Compuesto por doce goðar (tylftar-kviðr o «doce jurados»), era el tribunal que dictaminaba los veredictos al finalizar el proceso judicial en algunos casos especiales. Goða-kviðr estaba opuesto al Búa-kviðr.
Goða-lýrittr
Protesta formal o veto, aunque hay dudas que la palabra se pueda referir a los goðar, más bien es un término sumarísimo o «protesta o veto en nombre de los dioses» (goð).
Goða-þáttr
Una sección concreta de la ley sobre asuntos de los goðar.
Búa-kviðr
Compuesto por una junta de bændr formada expresamente para el veredicto de un proceso judicial. Búa-kviðr estaba opuesto al Goða-kviðr.

### Sanciones
Para las faltas menores, la sanción básica consistía en el pago de tres marcos de plata y adicionalmente la posible pérdida del estatus social, incluso el oficio de lögsögumaður o el caudillaje (goðorð) estaba en riesgo. El pago económico (bætr, o «compensación») como sanción se aplicaba a muy diversas infracciones como la muerte de un hombre libre, infringir la ley del Althing, insultos u ofensas menores.
Grettir Ásmundarson fue sujeto de uno de los destierros más largos en la historia de Islandia que se testimonia en la saga de Grettir, veinte años. Algo inusual, cuando no solía exceder los tres años en los casos leves (fjörbaugsgarðr) en contraste con el destierro de por vida en casos graves (skóggangr, literalmente «adentrarse en el bosque»), acompañado con la confiscación de bienes, pérdida de estatus social y negar cualquier tipo de asistencia al proscrito (lo que implicaba, de facto, una condena de muerte). Un individuo sentenciado a skóggangr podía ser asesinado con impunidad, incluso si escapaban al extranjero. Las sagas hablan de un tercer supuesto, el destierro local (héraðssekt), limitado a un proceso judicial en un distrito pero que no aparece en los códices conocidos. Había un margen de tres años para abandonar la isla, pasado ese tiempo el individuo pasaba a un estado de ilegalidad total (skógarmaðr) y susceptible de ser atacado y muerto con impunidad en territorio islandés. No obstante la condena para un skógarmaðr podía ser mitigada por el Lögrétta, si el proscrito se exiliaba de por vida, perdiendo los derechos como ciudadano islandés.
Entre individuos, si ambos tenían la suficiente confianza de llegar a un acuerdo compensatorio, existía la fórmula de mutuo acuerdo (sjálfdœmi) sin intervención de terceros ni tribunales, auspiciada por una de las partes implicadas con la seguridad que la otra parte respondería con moderación. Un ejemplo aparece en la saga Droplaugarsona, durante un intrincado conflicto jurídico entre el bóndi Helgi Droplaugarson y el goði Helgi Ásbjarnarson, y también en la saga de Njál, entre Gunnar Hámundarson y Njáll Þorgeirsson.
Los casos más extremos podían derivar en un duelo formal (holmgang) o un combate cuerpo a cuerpo sin regular (einvígi), pero perdió favor con el sistema de negociación y compensaciones y los duelos fueron abolidos a principios del siglo XI.

### Tribunales

#### Várthing
El Várthing (o tribunal de primavera) era la institución más antigua de la isla bajo el amparo de tres goði; hubo dos importantes núcleos previos a la institución del Althing, uno en Thorness y otro en Kjalarnes. Se dividía en dos partes, uno para enjuiciamientos (sóknarthing) y otro para asuntos relacionados con pagos y deudas (skuldathing). Un goði elegía a doce bóndi para tratar estos asuntos y podían actuar como jurados.
Tras los graves incidentes acaecidos por el cruento enfrentamiento entre partidarios de los caudillos Þórðr Óleifsson y Tongu-Odd, el Althing se vio inhabilitado de actuar ya que cada uno de ellos pertenecía a diferentes distritos. En 965 la asamblea decidió dividir el tribunal de forma territorial en cuatro jurisdicciones (fjorðungsðomr) para evitar similares escaladas de violencia y el desorden provocado por el conflicto entre ambos. Así los tribunales de primavera se dividieron en cuatro territorios (Landsfjórðungur):
- Corte del Oeste: Vestfirðingafjórðungur, compuesto por los thing de Þverárþing, Þórsnesþing y Þorskafjarðarþing.
- Corte del Sur: Sunnlendingafjórðungur, compuesto por los thing de Rangárþing, Árnesþing y Kjalarnesþing.
- Corte del Este: Austfirðingafjórðungur, compuesto por los thing de Krakalækjarþing, Kiðjafellsþing y Skaptafellsþing.
- Corte del Norte: Norðlendingafjórðungur, compuesto por los thing de Húnavatnsþing, Hegranesþing, Vaðlaþing y Þingeyjarþing. El único, por sus particulares excepciones, que disponía de cuatro capítulos.

Las resoluciones de los fjorðungsðomr debíam aprobarse por unanimidad, y si había votos disidentes, no podían exceder en número de seis, en cuyo caso se abría un proceso denominado véfang para llegar a un consenso. El véfang consistía dividir en dos grupos entre aquellos que no estaban de acuerdo con la mayoría e intentarían persuadir a los miembros del lado opuesto. Si el número de votos disidentes continuara superando los seis, cada grupo dejaría sin efecto su propia decisión, anulando la otra.
Para entonces, el número de goðar en el Althing aumentó a 39 miembros. Al margen apareció la figura de la «quinta corte» (fimtardómr), una especie de tribunal supremo compuesto por 48 jueces nombrados por los goðar de la sección legislativa (Lögrétta).
Aun hubo otro tribunal intermedio, la asamblea de las cuatro cortes (fjórðungathing), pero no existe mucha información al margen de saber que trataba asuntos de su competencia regional; por otro lado el Althing ensombrecía su actividad y no se contaba entre las asambleas periódicas. El Grágás lo menciona una sola vez y no cita expresamente si fue alguna vez constituida con regularidad.

#### Leið
Los mismos tres goði eran responsables del Leið (o tribunal de otoño) que solía celebrarse en agosto. No tenía una función judicial, y cada caudillo podía celebrar una vista individualmente. El propósito del Leið era informativo, sobre todo para quienes no pudieron desplazarse al Althing y eran informados de los asuntos tratados y nuevas leyes si hubiere. También tenía una función concreta dentro de un contexto de política económica.

## Jónsbók
Tras la firma del tratado con Noruega, el gamli sáttmáli (pacto antiguo), por el cual desapareció la Mancomunidad Islandesa y sus habitantes se sometieron a la corona en 1262, los juristas islandeses toman Járnsíða como base para una nueva legislación como resultado de los cambios producidos tras la anexión y que permanecería vigente durante cuatro siglos hasta 1662. Fue recogida en 1281 por Jón Einarsson en una compilación llamada Jónsbók, una de las obras que más ha influenciado, legal y culturalmente, a Islandia. Jónsbók clasifica a la sociedad islandesa en tres clases, clérigos, artesanos y bóndi.
En particular, manifiesta que la iglesia estaría a partir de entonces sujeta a su propia jurisdicción e independencia económica y los negocios y propiedades de los bóndi estaban sujetos a ciertas obligaciones sociales. No obstante, estamentos como el rey, el Umboðsmaður y el representante real Loðinn leppur reaccionaron de forma adversa a la decisión del Althing y no se llegó a un acuerdo unánime hasta 1314, tras previas y profundas negociaciones de 1294 y 1305.

## Peculiaridades
La ley islandesa recogía como una ofensa grave dedicar un poema de amor a una mujer, aunque fuera casadera; según su criterio social, perjudicaba la reputación de la mujer. Uno de los capítulos de Jónsbók cubre el enriquecimiento ilícito y la usura, así como las sanciones adecuadas para cada caso.